# Enrico Toti (1928)
| «Енріко Тоті»                                                               | «Енріко Тоті» | «Енріко Тоті» |
| --------------------------------------------------------------------------- | --- | --- |
| Enrico Toti                                                                 | | |
|                                                                             | | |
| Однотипний італійський підводний човен «Доменіко Міллеліре»                 | | |
| Верф                                                                        | Cantiere navale del Muggiano, Леричі | Cantiere navale del Muggiano, Леричі |
| Під прапором                                                                | Королівство Італія | Королівство Італія |
| Належність                                                                  | Королівські військово-морські сили Італії | Королівські військово-морські сили Італії |
| На честь                                                                    | Енріко Тоті | Енріко Тоті |
| Закладений                                                                  | 26 січня 1925 | 26 січня 1925 |
| Спуск на воду                                                               | 14 квітня 1928 | 14 квітня 1928 |
| Введений до складу флоту                                                    | 19 вересня 1928 | 19 вересня 1928 |
| Виведений зі складу флоту                                                   | 2 квітня 1943 | 2 квітня 1943 |
| На службі                                                                   | 1928—1943 | 1928—1943 |
| Сучасний статус                                                             | 18 жовтня 1946 року списаний на брухт | 18 жовтня 1946 року списаний на брухт |
| Бойовий досвід                                                              | Громадянська війна в Іспанії Друга світова війна Битва на Середземному морі                                                                     | Громадянська війна в Іспанії Друга світова війна Битва на Середземному морі                                                                     |
| Проєкт                                                                      | | |
| Тип ПЧ                                                                      | великий океанський підводний човен | великий океанський підводний човен |
| Основні характеристики                                                      | | |
| Швидкість (надводна)                                                        | 17,5 вузлів (32,4 км/год) | 17,5 вузлів (32,4 км/год) |
| Швидкість (підводна)                                                        | 8,9 вузла (16,5 км/год) | 8,9 вузла (16,5 км/год) |
| Робоча глибина занурення                                                    | 110 м | 110 м |
| Дальність плавання                                                          | 12000 миль (22000 км) на швидкості 7 вузлів у надводному положенні 110 миль (200 км) на швидкості 2,2 вузла (5,6 км/год) у підводному положенні | 12000 миль (22000 км) на швидкості 7 вузлів у надводному положенні 110 миль (200 км) на швидкості 2,2 вузла (5,6 км/год) у підводному положенні |
| Екіпаж                                                                      | 77 офіцерів та матросів | 77 офіцерів та матросів |
| Розміри                                                                     | | |
| Довжина найбільша (по КВЛ)                                                  | 86,5 м | 86,5 м |
| Ширина корпусу найб.                                                        | 7,8 м | 7,8 м |
| Середня осадка (по КВЛ)                                                     | 4,7 м | 4,7 м |
| Водотоннажність надводна                                                    | 1 450 т | 1 450 т |
| Водотоннажність підводна                                                    | 1 904 т | 1 904 т |
| Силова установка                                                            | | |
| Дизель-електрична: 2 × дизельних двигуни Fiat 2 × електродвигуни Savigliano | | |
| Гвинти                                                                      | 2 | 2 |
| Потужність                                                                  | 4900 к. с. (дизельні двигуни) 2200 к. с. (електродвигуни)                                                                                       | 4900 к. с. (дизельні двигуни) 2200 к. с. (електродвигуни)                                                                                       |
| Озброєння                                                                   | | |
| Артилерія                                                                   | 1 × 120-мм гармата 120/27 Mod. 1924 | 1 × 120-мм гармата 120/27 Mod. 1924 |
| Торпедно- мінне озброєння                                                   | 6 × 533-мм торпедних апарати | 6 × 533-мм торпедних апарати |
| ППО                                                                         | 2 × 12,7-мм зенітних кулемети Breda Model 1931                                                                                                  | 2 × 12,7-мм зенітних кулемети Breda Model 1931                                                                                                  |

«Енріко Тоті» (італ. Enrico Toti) — військовий корабель, великий дизель-електричний океанський підводний човен типу «Балілла» Королівських ВМС Італії часів Другої світової війни. «Енріко Тоті» був закладений 26 січня 1925 року на верфі компанії Cantiere navale del Muggiano в Леричі. 14 квітня 1928 року він був спущений на воду, а 19 вересня 1928 року увійшов до складу Королівських ВМС Італії.

## Історія служби
Під час Другої світової війни «Енріко Тоті» служив у складі 40-ї ескадри італійської 4-ї групи підводних човнів.
У ніч з 14 на 15 жовтня 1940 року італійський підводний човен «Енріко Тоті» потопив британський підводний човен «Трайад».
З березня по червень 1942 року «Енріко Тоті» перевели на італійську військово-морську базу в Полі, звідкіля він здійснив 93 бойові походи. Пізніше його призначили на транспортування припасів італійським силам у Північній Африці. Підводний човен здійснив чотири походи до Лівії, перевозячи 194 тонни вантажу. Виведений з експлуатації 1 квітня 1943 року «Енріко Тоті» був перетворений на блокгауз у Таранто, його корпус використовувався як зарядний пристрій для акумуляторів підводних човнів.